# Saurauia planchonii
Saurauia planchonii är en tvåhjärtbladig växtart som beskrevs av Joseph Dalton Hooker. Saurauia planchonii ingår i släktet Saurauia och familjen Actinidiaceae. Inga underarter finns listade i Catalogue of Life.